# Iza vanjštine (2004.)
Iza vanjštine (eng. Undertow) je američka drama iz 2004. To je treći dugometražni film američkog redatelja Davida G. Greena.

## Radnja
John Munn (Mulroney) je farmer koji svoje sinove odgaja sam, na izoliranom posjedu u šumi. Stariji brat Chris (Bell) osjeća se sputanim i žudi za upoznavanjem svijeta koji mu otac brani. Njihov se život zauvijek mijenja dolaskom ujaka Deela (Lucas), a nesreća koja slije prisiljava Chrisa da postane muškaracem.

Snimanje filma trajalo je 30 dana i za to vrijeme dogodilo se nekoliko nesreća. I Mulroney i Lucas uspjeli su slomiti rebra tijekom snimanja tučnjave, a Bell je stao na čavao i nekoliko dana morao je hodati sa štakama.

## Glavni glumci
- Jamie Bell kao Chris Munn
- Kristen Stewart kao Lila
- Devon Alan kao Tim Munn
- Josh Lucas kao Deel Munn
- Shiri Appleby kao Violet
- Dermot Mulroney kao John Munn

## Vanjske poveznice
- Iza vanjštine u internetskoj bazi filmova IMDb-a